# Institut de biologie marine Michel-Pacha

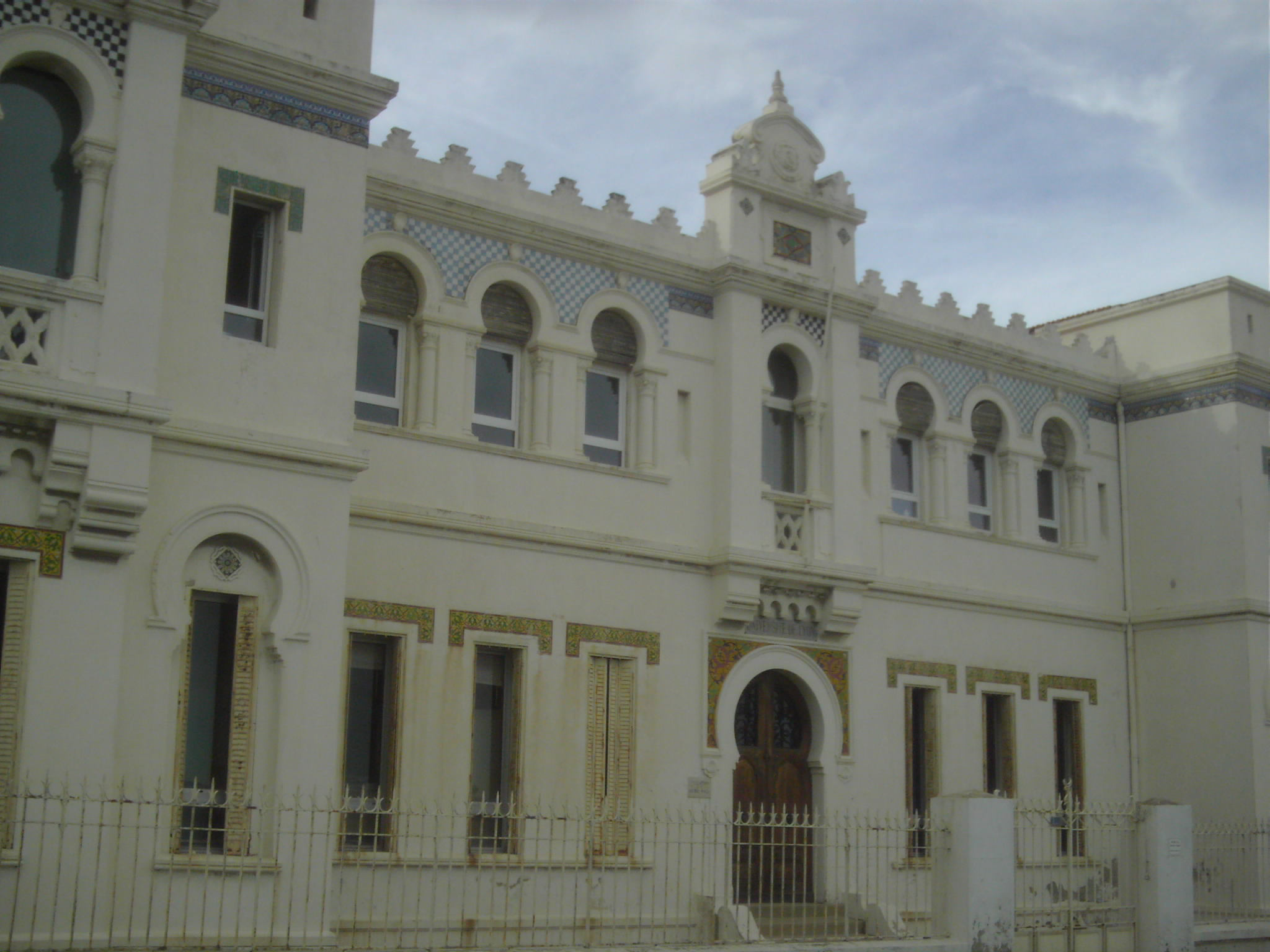
Institut Michel-Pacha

L'Institut de biologie marine Michel-Pacha, aussi connu comme station de biologie maritime de Tamaris, rattaché à la faculté des sciences de l'Université de Lyon, puis, après la scission de 1969 à l'université Lyon I, était un centre de recherche en biologie ainsi que dans d'autres disciplines des sciences naturelles, localisé à Tamaris, sur la commune de La Seyne-sur-Mer.
Il devait son nom au mécène Michel Pacha, capitaine au long cours puis homme d'affaires, qui a offert le terrain et les matériaux pour la construction de cet institut.

## Bâtiment
Jusqu'en 2008, l'institut occupait un édifice à l'architecture d'inspiration orientale situé sur la commune de La Seyne-sur-Mer (Var, France).
Inauguré en 1900, l'Institut de biologie marine est l'œuvre maîtresse de l'architecte suisse Paul Page, ami de Michel Pacha. La façade de style mauresque est un placage sur une construction traditionnelle. La blancheur de l'édifice est agrémentée par la polychromie des faïences aux motifs géométriques, d'entre-lacs et de palmettes.
La référence à l’Orient est complétée par les éléments architecturaux tels que les arcs outrepassés, chapiteaux d’inspiration byzantine et ottomane, moucharabieh, frise de merlons « en escalier » qui dissimule la toiture de tuile… L'Institut de biologie marine établit ainsi une cohérence entre le lieu, Tamaris, son fondateur, Michel Pacha et l'histoire de celui-ci, l'Empire ottoman.

## Histoire

### Contexte
Durant la deuxième moitié du XIXe, à l'initiative individuelle de chercheurs, différentes institutions de recherche en Europe et en France se dotent de stations maritimes, laboratoires destinés à la recherche dans différents champs de la physiologie ou biologie marine. En France, la première station est fondée à Concarneau en 1859. Elle est suivie par la fondation d'autres stations à Banyuls, Roscoff, Arcachon et Villefranche-sur-Mer notamment.

### La fondation et les premières années
C'est au cours de ses recherches sur la bioluminescence, qui l'amènent à s'intéresser aux mollusques abondants dans la baie du Lazaret, au sud de la rade de Toulon, face au site de Tamaris, que Raphaël Dubois, professeur de physiologie générale à la faculté des sciences de l'université de Lyon, fait la connaissance de Michel Pacha qui lui propose son aide pour financer ses recherches.
En 1890, Michel Pacha ayant fait une donation importante comprenant le terrain et les matériaux nécessaires, l'institut est fondé et la construction des bâtiments qui vont l'abriter est entamée.
Elle sera achevée en 1899.
La station, rattachée administrativement à l'université de Lyon, est dirigée à partir de sa création par Raphaël Dubois,.
Dubois y poursuit ses recherches sur la bioluminescence et sur d'autres phénomènes et y est présent pendant une grande partie de l'année.
Même après sa mise à la retraite en 1919, Dubois continue de jouer un rôle important au sein de l'institut jusqu'à sa mort en 1929, en dépit du fait que la direction soit passée à son successeur à la chaire de physiologie, Edmond Couvreur. Après la mort de Couvreur en 1927, la chaire et la direction de l'institut passent à Henry Cardot.

### La direction de Henry Cardot
Sous la direction de Cardot, l'institut devient un lieu important de la recherche en électrophysiologie et neurophysiologie. Sous son égide, de très nombreux travaux sont réalisés à Tamaris : près du tiers des publications portant sur la physiologie maritime soit 112 sur 350 publications dans les Comptes Rendus de la société de Biologie, proviennent de travaux réalisés à la station.
Il y accueille des jeunes chercheurs tels que Zhang Xi, Zhu Xihou, tous deux étudiants de l'Institut franco-chinois de Lyon, ou bien Angélique Arvanitaki qui y commence sa carrière de chercheuse en électrophysiologie,, ou encore Alfred Fessard et Daniel Auger.
C'est à Tamaris que sont découverts et étudiés pour la première fois les neurones géants d'aplysies.
En 1936, il accueille un colloque regroupant les physiologistes français.

### La Seconde Guerre mondiale
Pendant la Seconde Guerre mondiale, la station de recherche est occupée par les Allemands, vraisemblablement en raison du caractère stratégique de toute la baie de Toulon. Les chercheurs sont donc repliés sur Lyon, où Henry Cardot meurt le 29 janvier 1942.
Après la mort de Cardot, Émile Terroine reprend la chaire et devient donc le nouveau directeur de l'institut, au moins en théorie, mais les chercheurs de l'institut se dispersent, tels Eudoxie Bachrach, mise à la retraite d'office en raison de ses origines juives qui doit s'échapper vers la Suisse, ou Antoine Jullien qui part pour constituer une équipe à Besançon.

### L'après-guerre
En 1948, le nouveau titulaire de la chaire de physiologie, Daniel Cordier, relance l'activité de l'Institut, en l'orientant plus dans le sens de la physiologie comparée et de la biochimie.

### La direction de Gabriel Pérès
Gabriel Pérès, titulaire de la chaire de physiologie et directeur de l'institut à partir de 1961, y apporte des changements considérables. Il fait construire sur le terrain un deuxième bâtiment, qui sera dénommé d'après lui par la suite, et fait du laboratoire, jusqu'ici consacré exclusivement à la recherche, un lieu d'enseignement qui accueille des étudiants pour des travaux pratiques.
Pérès focalise les recherches de l'Institut dans des directions plus appliquées, et travaille en collaboration avec le CNEXO sur des questions d'aquaculture et d'écotoxicologie.
Il dote également l'Institut de sa propre publication les Annales de l'Institut Michel-Pacha, dont quinze numéro paraissent entre 1968 et 1988, année du départ en retraite de Pérès, à qui succède son élève, Gérard Brichon.

### Les expériences ANTARES et KM3NeT
En novembre 2003, l'Institut devient le siège de l'expérience du détecteur à neutrinos géant ANTARES. Il a été inauguré par Claudie Haigneré, alors ministre de la recherche.
Les relevés des données de l’expérience, installée à 2 500 mètres de profondeur au large de Toulon, sont pilotés depuis le premier étage de l’Institut, jusqu’au démantèlement du télescope ANTARES en 2022.
Depuis sa mise en opération, la salle de contrôle du télescope à neutrinos de seconde génération KM3NeT, successeur d’ANTARES, est également hébergé par l'Institut.

### Les dernières années et la fin de l'institut
À la suite de la réduction des crédits d'État à la recherche et dans le cadre de la politique d'autonomie des universités, l'université Lyon I a rapatrié sur Lyon l'activité de recherche en 2008. Cependant, le bâtiment continue d'accueillir les expériences ANTARES et KM3NeT. 

### Poursuites judiciaires
Faute de financements et de volontés politiques, tous les projets d'y implanter une « Maison de la Rade de Toulon » (dans le cadre du Contrat de baie) ou une nouvelle activité de recherche, ont échoué.
Arguant que le testament de Michel Pacha stipulait que l'institut devait être destiné aux travaux de recherche maritime, la famille Michel de Pierredon, descendants de Michel Pacha, a intenté un procès à l'université Lyon 1, afin de récupérer l'institut.
Les juges de première instance et de la cour d'appel ont donné raison à la famille Michel de Pierredon, mais le pourvoi en cassation subséquent de l'université Lyon 1 a été couronné de succès, à la suite de quoi la cour d'appel de Grenoble a tranché en sa faveur en décembre 2016.

### Rénovation
La bataille judiciaire entre les héritiers de Michel Pacha et l'université Lyon I étant conclue, la rénovation de l'institut a été lancée fin 2022 dans le but d'en faire un centre de séminaires scientifiques.
En 2023, le projet de réhabilitation du bâtiment principal est sélectionné dans le cadre de la mission Patrimoine.

### Liste des directeurs de l'Institut
- Raphaël Dubois
- Edmond Couvreur
- Henry Cardot
- Émile Terroine
- Daniel Cordier
- Gabriel Pérès
- Gérard Brichon[22]